# 克羅埃西亞飲食

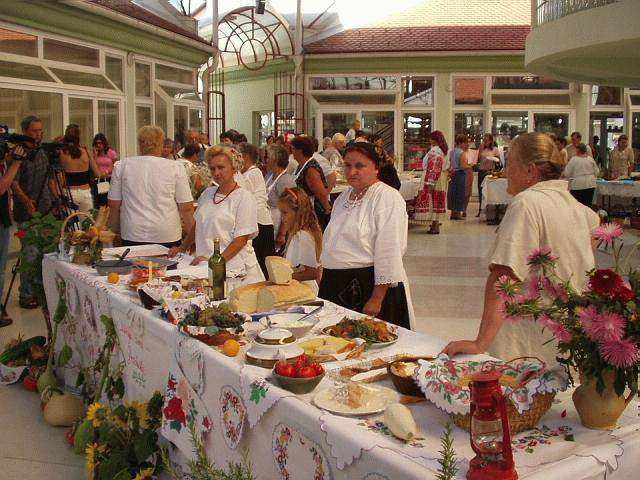
克羅埃西亞的宴會

克羅埃西亞飲食的歷史可以追溯至遠古時代，內地地區和沿海地區的食材及烹飪方式有著明顯的不同。內地地區受到斯拉夫和鄰國文化的影響較強從而導致飲食較為多元化，使用豬肉和黑胡椒、辣椒粉、大蒜等香料。而沿海文化在古代受到希臘、羅馬、伊利里亞的影響，近代則受地中海飲食，如義大利飲食（特別是威尼斯飲食）、法國飲食的影響，使用橄欖油和各種香草。其他來自前南斯拉夫國家的飲食在克羅埃西亞也很受歡迎。

## 菜肴

### 前菜
- 匈牙利湯
- 漁夫湯

### 主菜
- 水晶肴肉
- 切瓦皮
- 普列卡維察

### 點心
- 果餡卷
- 奶油圓蛋糕

## 圖片

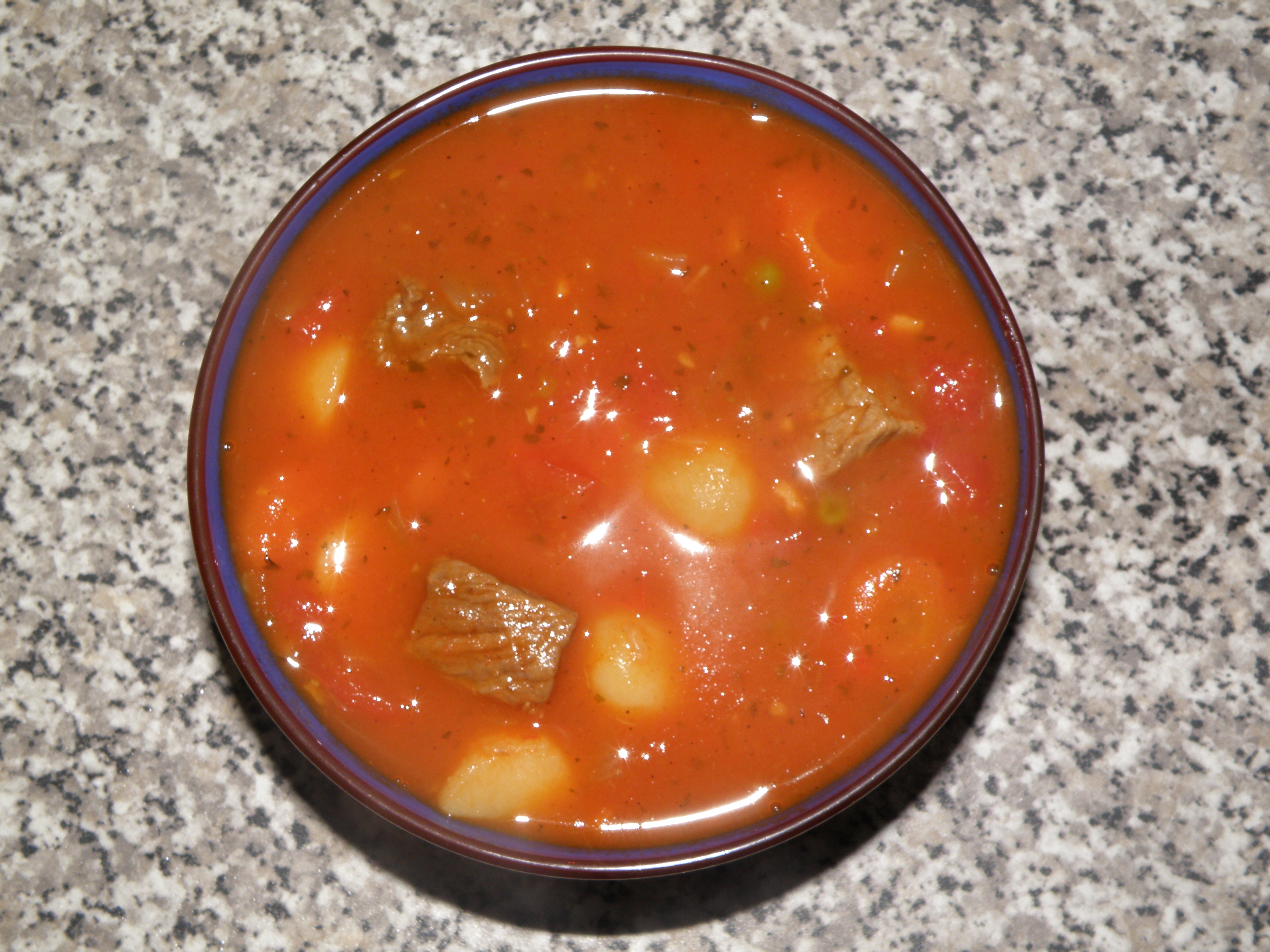
克羅埃西亞的匈牙利湯
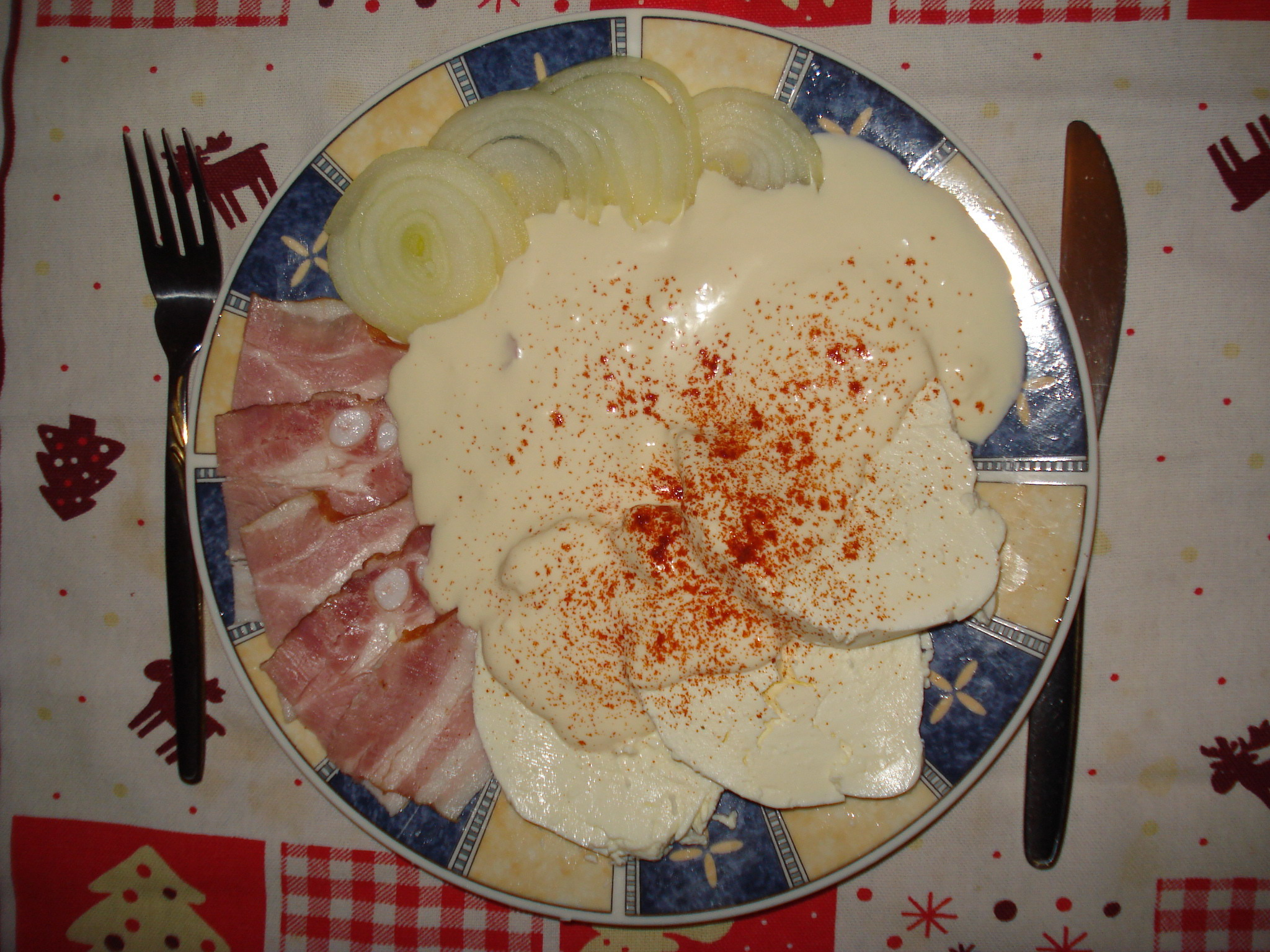
克羅埃西亞的主菜，有乾酪、火腿和洋蔥
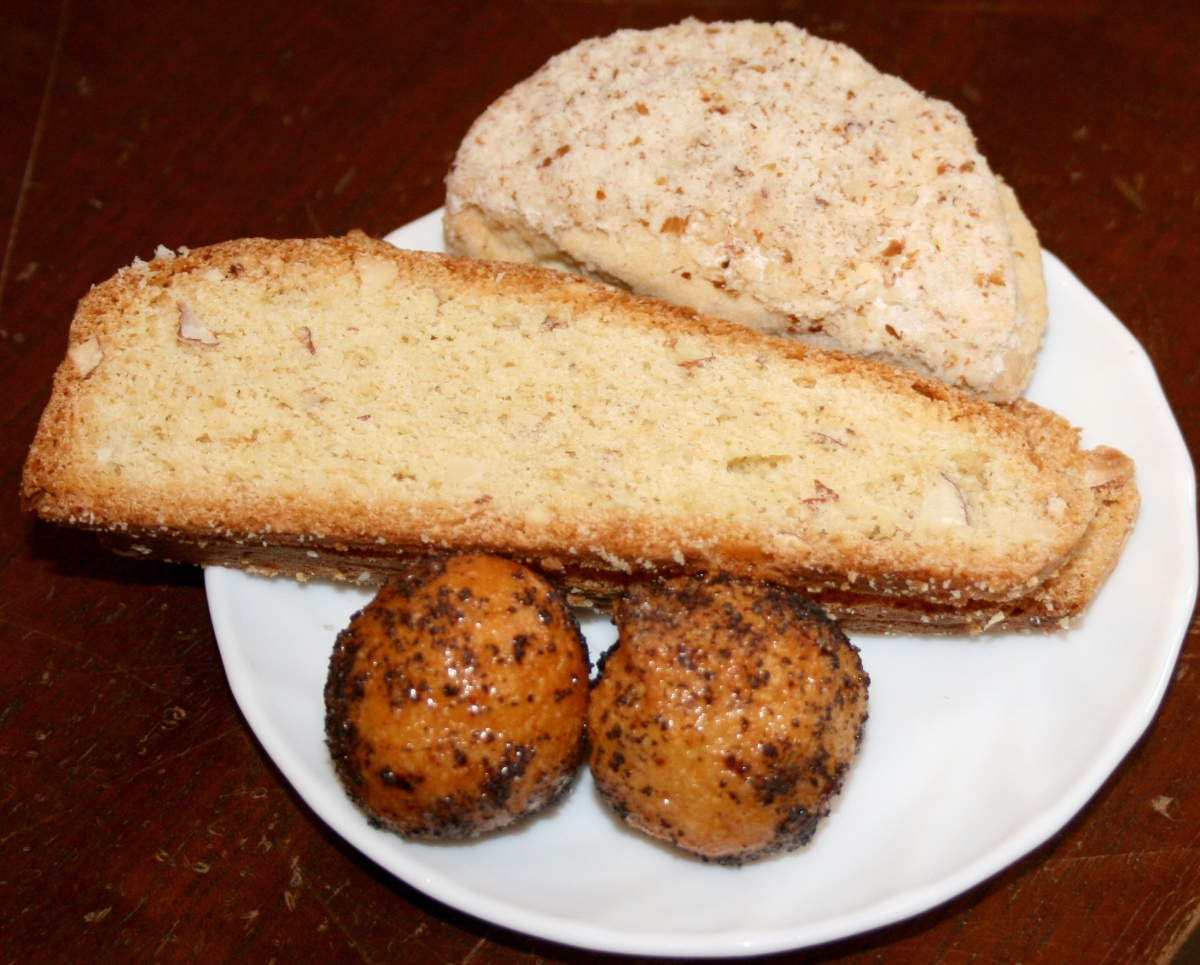
克羅埃西亞的麵包